# Kolobochilus
- Commons
- Wikispecies

Kolobochilus Lindau, segundo o Sistema APG II, é um gênero botânico da família Acanthaceae.

## Sinonímia
- Razisea Oerst.

## Espécies
Apresenta quatro espécies:
- Kolobochilus blepharorachis
- Kolobochilus blepharorhachis
- Kolobochilus leiorachis
- Kolobochilus leiorhachis
- «Lista das espécies»

## Nome e referências
Kolobochilus Lindau , Pittier, 1900

## Classificação do gênero
| Sistema | Classificação                       | Referência            |
| ------- | ----------------------------------- | --------------------- |
| APG II  | Ordem Lamiales, família Acanthaceae | APweb, versão 9, 2008 |